# Меррисвилл
Меррисвилл — город, расположенный восточнее Питтсбурга, в округе Уэстморленд, штат Пенсильвания, США.

## География
Меррисвилл расположен примерно в 20 милях к востоку от Питтсбурга, штат Пенсильвания, США.

## Правительство
Меррисвилл управляется мэром (коим в настоящее настоящее время является Роберт Брукс), который избирается каждые два года и имеет исполнительные / административные полномочия, и семерыми членами совета, которых избирают каждые четыре года.

## Демография
| Перепись | Население | % ±    |
| -------- | --------- | ------ |
| 1930     | 3535      |        |
| 1940     | 3797      | 7,4 %  |
| 1950     | 4937      | 30,0 % |
| 1960     | 8517      | 72,5 % |
| 1970     | 12244     | 43,8 % |
| 1980     | 16036     | 31,0 % |
| 1990     | 17240     | 7,5 %  |
| 2000     | 18872     | 9,5 %  |
| 2010     | 20079     | 6,4 %  |

## Происшествия
Утром 9 апреля 2014 года Alex Hribal, 16-летний учащийся Franklin Regional High School устроил массовую резню вооружившись двумя кухонными ножами. Он ходил по коридорам, заходил в классные комнаты и наносил удары не произнося при этом ни слова. Бойню сумел остановить заместитель директора школы, который повалил злоумышленника на землю, после чего подростка задержала полиция. Ножевые ранения получили не менее 22 человек, в том числе четверо человек получили серьёзные травмы. Задержанному подозреваемому было предъявлено обвинение в покушениях на убийство и нападениях.